# Stade de la Licorne
Le stade de la Licorne, appelé stade Crédit Agricole la Licorne par contrat de naming avec le Crédit agricole Brie Picardie depuis 2018, est un stade de football situé à Amiens en Hauts-de-France.
Il accueille les matches à domicile du club de football de la ville, l'Amiens SC, ainsi que ceux du RC Lens pour la saison 2014-2015.
Il est nommé d'après la créature légendaire qui orne le blason de la ville et le logo de l'Amiens SC.

## Histoire

### Chronologie

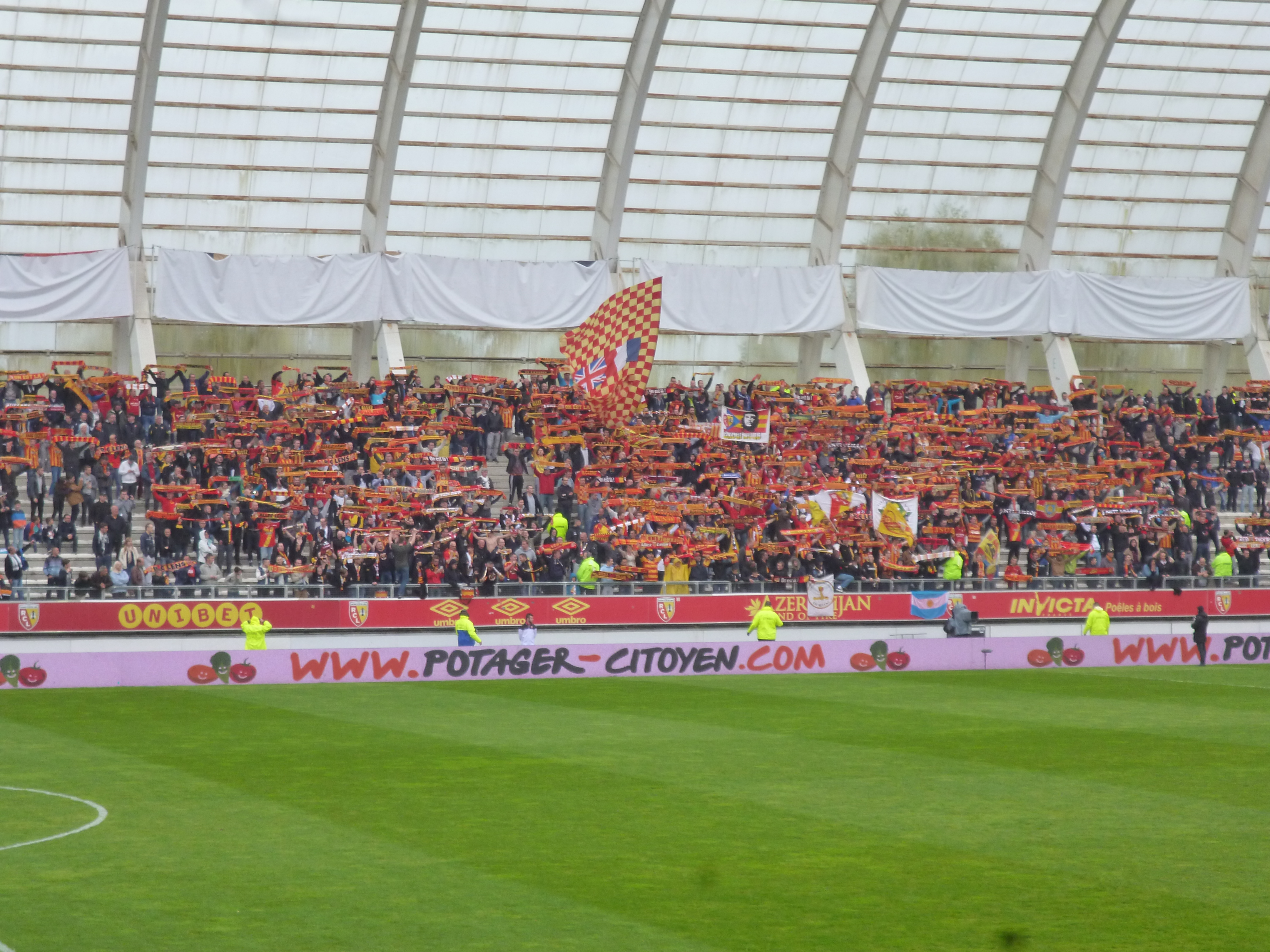
Les supporteurs lensois lors du match de Ligue 1 entre le RC Lens et l'AS Monaco, le dimanche 26 avril 2015, au stade Crédit Agricole Licorne à Amiens.

- 1999 : Johnny Hallyday donne un concert intitulé Allume le feu et inaugure le stade de la Licorne le 7 juillet 1999[5] devant plus de 13 000 personnes
- 1999 : Trophée des champions 1999 entre le FC Nantes et les Girondins de Bordeaux (1-0) devant 11 858 spectateurs le 24 juillet 1999
- 2008 : Demi-finale de Coupe de France entre l'Amiens SC et le Paris SG (0-1) le 6 mai 2008
- 2013 : Match amical entre la France -20 ans et la Colombie -20 ans (2-2) le 14 juin 2013[6],[7]
- 2014 : Match amical entre la France féminine et la Suède féminine (3-0) le 8 février 2014
- 2014 : Le stade est prêté pour la saison 2014-2015 au RC Lens en raison des travaux de rénovations du stade Bollaert-Delelis pour l'Euro 2016 en France
- 2016 : Le stade connait la dégradation de sa toiture, faute d’entretien, certaines plaques de verre qui la composent, menaceraient de tomber sur les tribunes[8]. Des travaux sont diligentés par la municipalité[9]. L'équipe première de l'Amiens SC repart pour la première fois, le temps des travaux, dans son ancien stade qui servait depuis à son équipe réserve.
- 2017 : Une barrière de la tribune des visiteurs (tribune sud), lors d'un match opposant Amiens SC à Lille le 30 septembre, s'effondre[10]. (Voir la section ci-dessous Accident de 2017.)
- 2018 : Le stade a été choisi, aux côtés des stades de Lens, de Sochaux et de Saint-Étienne, pour expérimenter des tribunes debout[11], interdites depuis la catastrophe de Furiani en 1992.
- 2018 : Match amical international de football féminin entre la France et le Mexique (4-0) le 1er septembre 2018.[réf. nécessaire]
- 2019 : Agrandissement provisoire du stade permettant à la capacité du stade de passer de 12 060 places à 12 750 en attendant un possible investisseur privé.[réf. nécessaire]

### Construction et inauguration
Construit dans le quartier de Renancourt, en remplacement du stade Moulonguet (quartier Henriville) devenu trop petit et vétuste, il est inauguré le 24 juillet 1999 à l'occasion de la finale du trophée des champions opposant le FC Nantes, vainqueur de la Coupe de France aux Girondins de Bordeaux, vainqueur du championnat.
Reconnaissable par sa haute structure pare-vent transparente, ce stade de 12 707 places a été conçu pour que sa capacité puisse être portée à 20 000 places en cas de montée en Ligue 1 de l'Amiens SC. La variabilité de la jauge serait réalisée par l'ajout de 8 000 places supplémentaires en balcon, sur toute la périphérie du stade (à l'exemple de la tribune présidentielle, côté Ouest). Cette addition peut s'effectuer sans interrompre l'exploitation de l'équipement, tribune après tribune, et sans que la physionomie du stade s'en trouve modifiée.[réf. nécessaire]
Voulu par ses concepteurs (Atelier Chaix & Morel) comme un équipement à ciel ouvert, sa couverture galbée transparente est faite de 14 000 m2 de verre feuilleté, soit 7 000 plaques de verre. Son éclairage est assuré par 96 projecteurs de 2 000 watts chacun.[réf. nécessaire]. Le stade a opté pour la suppression totale des grillages ; les tribunes descendent rejoindre la pelouse, sans fossé ni grille de protection.
Le 20 juillet 2018, France Bleu Picardie annonce que dans le cadre d'une opération de parrainage a été conclu entre l'Amiens SC et le Crédit agricole Brie Picardie et donc un changement de nom du stade est à venir, le Stade de la Licorne sera renommé pour stade Crédit Agricole la Licorne (avant cette opération, ils devront attendre l'accord du prochain conseil d'Amiens Métropole), un accord de «naming» d'une durée de trois saisons.

### Accident de 2017
Un accident survient le 30 septembre 2017 lors d’un match de Ligue 1 opposant l’Amiens SC au LOSC Lille. Alors que les supporters lillois célèbrent l’ouverture du score de leur équipe, une barrière de sécurité de la tribune visiteurs, en mauvais état, cède sous la pression de la foule. Quelques dizaines de spectateurs chutent de 1,50 m et s'entassent au sol. L’accident fait 29 blessés, tous sortis de l’hôpital en moins de 24 h,,,.
Depuis plusieurs années, le stade de la Licorne souffrait d’un manque d’entretien et d’une dégradation progressive de ses infrastructures,. Quelques mois avant l’accident, une équipe d’inspection avait signalé une anomalie dans l'accrochage des barrières, notamment au niveau de leur fixation au sol en béton. L’enquête mets en lumière une irrégularité dans la construction des infrastructures du stade : les barrières avaient été installées par une entreprise spécialisée en serrurerie.
La Ligue de football Professionnel décide de ne pas tenir le club pour responsable. Le match, reprogrammé, se rejoue un mois plus tard, le 20 novembre, où Amiens s'impose 3-0 contre Lille.

### Matchs de Coupe de France
Le stade a reçu diverses équipes de foot amateur en Coupe de France : 
- l'AC Amiens à trois reprises :
  - 2012-2013 (CFA) en 1/32e de finale contre Evian Thonon Gaillard Football Club (Ligue 1)
  - 2013-2014 (CFA) en 1/32e de finale contre le LOSC Lille (Ligue 1)
  - 2015-2016 (CFA) en 1/32e de finale contre le LOSC Lille (Ligue 1)
- le FC Chambly : 
  - 2011-2012 (CFA2) en 1/32e de finale contre l'AJ Auxerre (Ligue 1)
- le RC Salouël/Saleux :
  - 2021-2022 (Départemental 2) au 8e tour contre le Wasquehal Football (N3)
- le Montdidier AC :
  - 2023-2024 (Régional 3) au 7e tour contre l'Union sportive Quevilly Rouen Métropole (Ligue 2)

## Accès
Le stade Crédit Agricole la Licorne se trouve dans le quartier Renancourt d'Amiens, sur la rue du Chapitre. Cet endroit regroupe un certain nombre de lieux de spectacles (Zénith d'Amiens, Hippodrome, Mégacité).
- En voiture, le stade est accessible : 
  - Depuis Paris ou depuis Lille : A1 puis A29, rocade sud, A16 ( 19 Amiens Ouest/Amiens Centre)
  - Depuis Reims : A29, rocade sud, A16 ( 19 Amiens Ouest/Amiens Centre)
  - Depuis Rouen : A28, A16 ( 19 Amiens Ouest/Amiens Centre)

- En train : La gare Saint-Roch est assez proche du stade pour les trains en direction de Rouen ou Abbeville. Pour les autres trains, il faudra descendre à la gare d'Amiens puis prendre le bus ligne B7 (direction Saleux, arrêt Mégacité), cette ligne de bus dessert également la gare Saint-Roch ainsi que différents points de la ville. La Gare de TGV Haute-Picardie est située à environ 40 km, un service de bus navette est assuré avec Amiens.

- En avion : Aéroport de Paris Beauvais (à 60 km, service de bus navette tous les jours), Aéroport Roissy-Charles-de-Gaulle (à 160 km)

Le stade Crédit Agricole la Licorne dispose d'un important parking en plein-air commun avec Mégacité et le Zénith d'Amiens.

## Galerie photographique

Détail gradin supérieur.
Toiture intérieure.
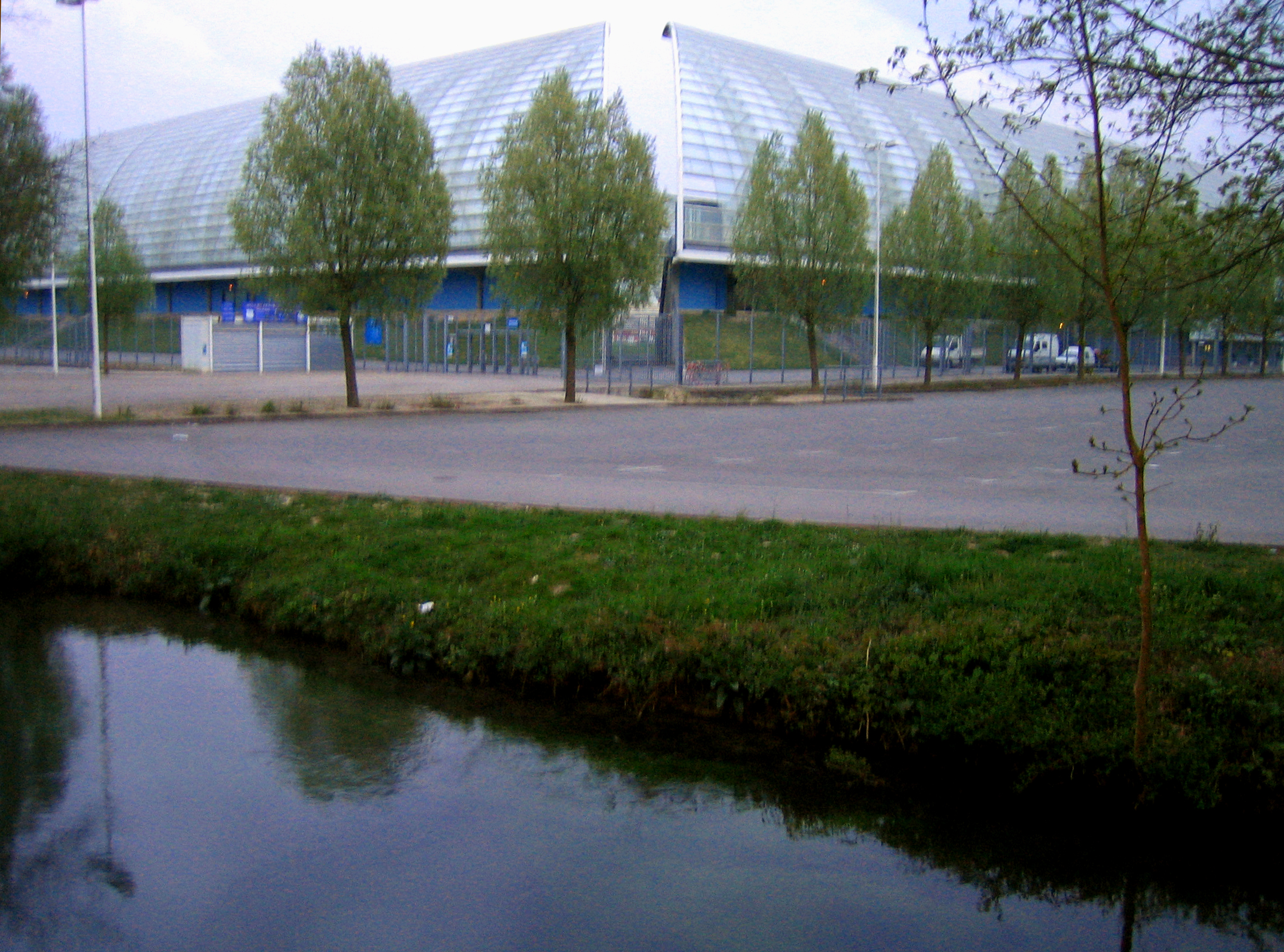
Vue extérieure.

## Affluences
(novembre 2024).

### Records d'affluence
| Rang | Spectateurs | Compétition     | Rencontre                                 | Saison    |
| ---- | ----------- | --------------- | ----------------------------------------- | --------- |
| 1    | 12 964      | Ligue 1         | Amiens SC - Paris Saint-Germain           | 2019-2020 |
| 2    | 12 737      | Ligue 1         | Amiens SC - Olympique de Marseille        | 2019-2020 |
| 3    | 12 577      | Ligue 1         | Amiens SC - Olympique Lyonnais            | 2019-2020 |
| 4    | 12 481      | Ligue 1         | Amiens SC - Lille OSC                     | 2019-2020 |
| 5    | 12 375      | Ligue 1         | Amiens SC - FC Metz                       | 2019-2020 |
| 6    | 12 246      | Ligue 1         | Amiens SC - Stade brestois                | 2019-2020 |
| 7    | 12 051      | Ligue 1         | Amiens SC - Olympique de Marseille        | 2018-2019 |
| 8    | 12 000      | Coupe de France | Amiens SC (Nat.) - ES Troyes AC (D1)      | 2000-2001 |
| 9    | 11 952      | Ligue 1         | Amiens SC - Paris Saint-Germain           | 2018-2019 |
| 10   | 11 937      | Coupe de France | Amiens SC (L2) - Paris Saint-Germain (L1) | 2007-2008 |